# Робер Бутињи
Фрежис
Робер Бутињи (фр. Robert Boutigny; Вилнев ле Роа (24. јул 1927 — Фрежис, 22. јул 2022) био је француски кануиста који се такмичио за решрезентацију Француске крајем 40-их и почетком 50-их година 20. века. Олимпијски победник у Лондону светски првак и трећепласирани, победник многих регата националног и међународног значаја.

## Спортска биографија
Захваљујући низу успешних резултата позван је у репрезентацију за учешће на Летњим олимпијским играма 1948. у Лондону. Учествовао је у вожњи кануа једноклека Ц-1 на 1.000 метара, али је поражен од кауиста из Чехословачке и Канаде, па се морао задовољити бронзаном медаљом.
Годуине 1950. Бутињи учествије на Светском првенству у Копенхагену, где је освајањем златне медаље постао светски првак у Ц-1 на 1.000. метара, а на 10.000 м био је други. Као један од лидера француског националног тима, успешно је прошао квалификације до Олимпијске игре 1952. у Хелсинкију, где су наде о новој медаљи пропале, пошто је на 10.000 м заузео осмо место.
Убрзо после Олимпијских игара у Хелсинкију, Роберт Бутињи је одлучио да заврши каријеру професионалног спортисте, уступајући местом младин француским кауистима.